# Epione demarginaria
Epione demarginaria là một loài bướm đêm trong họ Geometridae.